# Astronomia w dziedzinie czasu
Astronomia w dziedzinie czasu – dział astronomii, zajmujący się badaniem zmienności ciał niebieskich w czasie. Termin ten odnosi się obecnie zwłaszcza do zmiennych obiektów spoza Układu Słonecznego. Zmienność może być spowodowana ruchem lub fizycznymi zmianami samego obiektu. Typowymi obiektami zainteresowania są supernowe, gwiazdy pulsujące, gwiazdy nowe, rozbłyskowe, blazary i aktywne jądra galaktyk. Optyczne przeglądy nieba w dziedzinie czasu obejmują projekty, jak OGLE, HAT-South, PanSTARRS, SkyMapper, ASAS, WASP, CRTS oraz w niedalekiej przyszłości LSST w Obserwatorium im. Very C. Rubin.

## Przedmiot badań
Astronomia w dziedzinie czasu zajmuje się badaniem przejściowych zdarzeń astronomicznych, jak również różnych typów gwiazd zmiennych, w tym gwiazd okresowych, quasi-okresowych oraz wykazujących nieregularny lub zmieniający się charakter zmienności. Pozostałe zmienne obiekty niebieskie to m.in. planetoidy, gwiazdy o dużym ruchu własnym, tranzyty planetarne oraz komety.
Zdarzenia/zjawiska przejściowe to obiekty lub zjawiska astronomiczne, których czas trwania obejmuje od milisekund do dni, tygodni, a nawet lat – w odróżnieniu od skali czasu milionów lub miliardów lat, podczas których ewoluowały galaktyki i gwiazdy we wszechświecie. Termin zjawisk przejściowych używany jest głównie w kontekście jednorazowych lub krótkotrwałych i rozseparowanych w czasie zdarzeń, takich jak supernowe, wybuchy nowych, nowych karłowatych, rozbłyski gamma i pływowe rozerwania gwiazd i obłoków w centrach galaktyk, a także zjawisk mikrosoczewkowania grawitacyjnego.
Astronomia w dziedzinie czasu obejmuje również długoterminowe badania gwiazd zmiennych i ich zmian w skali od minut do dziesięcioleci. Badana zmienność może być pochodzenia własnego, jak w przypadku gwiazd pulsujących, okresowych lub półregularnych, młodych obiektów gwiazdowych, układów kataklizmicznych, czy asterosejsmologii; lub zewnętrznego, wynikającego z zaćmień (w gwiazdach podwójnych, tranzytach planetarnych), rotacji gwiazd (w pulsarach, gwiazdach zaplamionych) lub z mikrosoczewkowania grawitacyjnego. Współczesne przeglądy astronomiczne w dziedzinie czasu często wykorzystują teleskopy zrobotyzowane oraz automatyczną klasyfikację zdarzeń przejściowych wraz z szybkim powiadamianiem zainteresowanych osób. Komparatory błyskowe są od dawna używane do wykrywania różnic między dwiema płytami fotograficznymi, a odejmowanie obrazu stało się dominującą techniką, gdy fotografia cyfrowa ułatwiła normalizację par obrazów. Ze względu na wymagane duże pole widzenia teleskopów, praca w dziedzinie czasu wiąże się z przechowywaniem i przesyłaniem ogromnej ilości danych.
Znaczenie astronomii w dziedzinie czasu zostało docenione w 2018 r. przez Niemieckie Towarzystwo Astronomiczne, które przyznało Medal Karla Schwarzschilda prof. Andrzejowi Udalskiemu „za pionierski wkład [..] w rozwój nowej dziedziny badań astrofizycznych time domain astronomy, badającej zmienność jasności i innych parametrów obiektów Wszechświata w różnych skalach czasowych”. Nagroda Dana Davida w 2017 roku została również przyznana trzem czołowym badaczom w dziedzinie astronomii w dziedzinie czasu, byli nimi: Neil Gehrels (Swift Gamma-Ray Burst Mission), Shrinivas Kulkarni (Palomar Transient Factory), Andrzej Udalski (Eksperyment optycznego soczewkowania grawitacyjnego/OGLE).

## Historia
Przed wynalezieniem teleskopów przejściowe zdarzenia, które były widoczne gołym okiem, były bardzo rzadkie, a między nimi mijały setki lat. Jednak takie wydarzenia zostały odnotowane już w starożytności, takie jak supernowa w roku 1054 obserwowana przez chińskich, japońskich i arabskich astronomów oraz wydarzenie w roku 1572 znane jako „supernowa Tychona” po Tycho Brahe, który badał ją aż wygasła po dwóch latach. Mimo że teleskopy umożliwiały obserwację bardziej odległych obiektów, ich małe pola widzenia – zwykle mniejsze niż 1 stopień kwadratowy – oznaczały, że szanse spojrzenia we właściwe miejsce we właściwym czasie były niewielkie.
Obserwacje zmienności nieba znacznie się rozwinęły dopiero, gdy duże detektory CCD zaczęły być dostępne dla społeczności astronomicznej. Gdy w latach 90. XX wieku wprowadzono do użytku teleskopy z większymi polami widzenia i większymi detektorami, zainicjowano pierwsze masowe i regularne obserwacje przeglądowe – zapoczątkowane przez badania z użyciem mikrosoczewkowania grawitacyjnego, takie jak Optical Gravitational Lensing Experiment i Projekt MACHO. Wysiłki te, oprócz odkrycia samych zdarzeń mikrosoczewkowania, zaowocowały rzędy wielkości większą liczbą odkrytych gwiazd zmiennych znanych ludzkości. Kolejne, dedykowane przeglądy nieba, takie jak Palomar Transient Factory, misja kosmiczna Gaia i LSST, skupiły się na rozszerzeniu zasięgu monitorowania nieba o słabsze obiekty, wzbogaciły obserwacje o więcej filtrów optycznych lub dały precyzyjniejsze możliwości pomiaru położenia i ruchu własnego.
Zdolność nowoczesnych przyrządów do obserwacji na długościach fal niewidocznych dla ludzkiego oka (fale radiowe, podczerwień, ultrafiolet, promieniowanie rentgenowskie) zwiększa ilość informacji, które można uzyskać, gdy badane są stany nieustalone.
W radioastronomii LOFAR poszukuje transjentów radiowych. Badania radiowe w dziedzinie czasu od dawna obejmują pulsary i scyntylację. Projekty mające na celu poszukiwanie zjawisk przejściowych w dziedzinie X i gamma obejmują Cherenkov Telescope Array, eROSITA, AGILE, Fermi, HAWC, INTEGRAL, MAXI, Swift Gamma-Ray Burst Mission i Space Variable Objects Monitor.